# Хугаев, Алан Робертович
Алан Робертович Хугаев  (31 августа 1991, Владикавказ, Северо-Осетинская АССР, РСФСР, СССР) — российский и абхазский футболист, полузащитник.

## Биография
Является воспитанником владикавказской школы «Юность». В 2011 году играл за любительский клуб «Строитель» из села Русское. В 2012 году выступал за «Ставрополь», в том же году перешёл в «Газпром Трансгаз Ставрополь». В начале июля 2014 года перешёл в тверскую «Волгу». В ноябре 2014 года покинул «Волгу», проведя за клуб 13 матчей и забив в последнем туре года в ворота «Знамени Труда». С 2015 по 2016 годы выступал за любительский клуб «Электроавтоматика» из Ставрополя. С 2016 по 2017 годы играл за ставропольское «Динамо». В июле 2017 года перешёл в пятигорский «Машук-КМВ». Через полгода пополнил ряды владикавказского «Спартака», на базе которого в 2019 году была воссоздана «Алания». 10 мая 2022 года в составе «Алании» принимал участие в выездном полуфинальном матче против московского «Динамо», вышел в стартовом составе и был заменён в перерыве на Алана Цараева.